# لايتون مكينتوش
لايتون مكينتوش (بالإنجليزية: Leighton McIntosh)‏ هو لاعب كرة قدم بريطاني في مركز الهجوم، ولد في 6 فبراير 1993 في دندي في المملكة المتحدة. شارك مع منتخب اسكتلندا تحت 19 سنة لكرة القدم. أما مع النوادي، فقد لعب مع نادي اربوراث ونادي دندي ونادي مونتروز لكرة القدم.

## وصلات خارجية
- لايتون مكينتوش على موقع قاعدة بيانات كرة القدم.إي يو (الإنجليزية)
- لايتون مكينتوش على موقع Soccerbase.com (لاعب) (الإنجليزية)
- لايتون مكينتوش على موقع Soccerway.com (الإنجليزية)